# Хари Мартинсон
Хари Едмунд Мартинсон (на шведски: Harry Edmund Martinson) е шведски писател, драматург, един от големите поети на 20 век. Представител на модернизма. Нобелов лауреат за литература през 1974 година, заедно със сънародника си Ейвинд Юнсон.

## Биография
Роден е на 6 май 1904 г. в Йемсхьог, Швеция. Осиротява рано. На 16 години става моряк и шест години обикаля света по вода, стига до Индия и Бразилия. Заради белодробни проблеми се връща на сушата и известно време живее без дом, а в Малмьо е арестуван за скитничество.
През 1929 г. дебютира като поет. С романа си „Цъфтежът на копривата“ (1935) се прочува из родината си и из цял свят (преведен е на над 30 езика).
Едно от най-известните му произведения е стихотворният цикъл „Аниара“ (1956), епична творба за космическо пътешествие, която през 1959 г. е превърнат в опера от Карл-Биргер Бломдал.
Приема много тежко критиките, отправени към награждаването му с Нобел. През 1978 г. се самоубива в една стокхолмска болница.

### Романи
- Kap Farväl 1933
- Nässlorna blomma 1935
- Vägen ut 1936
- Den förlorade jaguaren 1941
- Vägen till Klockrike 1948

### Есеистика
- Resor utan mål 1932
- Svärmare och harkrank 1937
- Midsommardalen 1938
- Det enkla och det svåra 1938
- Verklighet till döds 1940
- Utsikt från en grästuva 1963

### Стихосбирки
- Spökskepp 1929
- Nomad 1931. Илюстровано издание от 1943 с нови стихотворения и рисунки от Торстен Билман
- Passad 1945
- Cikada 1953
- Aniara 1956
- Gräsen i Thule 1958
- Vagnen 1960
- Dikter om ljus och mörker 1971
- Tuvor 1973

### Радиопиеси
- Gringo
- Salvation 1947
- Lotsen från Moluckas 1948

### Пиеси
- Tre knivar från Wei 1964

### Псалми
- De blomster som i marken bor